# 糖尿病通報犬
糖尿病通報犬（英語：Diabetes alert dog，或稱糖尿病警示犬、糖尿病警報犬、低血糖通報犬）是指受過特殊訓練、能透過嗅覺分辨人類血糖高低的犬隻。牠們為糖尿病患者服務，當主人的血糖異常時，牠們能夠作出反應警示。
不少國家已在訓練糖尿病通報犬，如瑞典、美國、加拿大…等。截至2010年，全英國僅有8隻合格的糖尿病通報犬。荷蘭的輔助犬組織「英雄協會」創辦人范那布爾表示，訓練糖尿病通報犬的花費極為昂貴，每隻的花費約在54到72萬台幣之間。